# 国民の生活が第一
国民の生活が第一（こくみんのせいかつがだいいち、英語: People's Life First）は、2012年に結成、解党した日本の政党。略称は生活、LF。生活の党（後の自由党）の実質的な前身である。
2012年（平成24年）6月26日に衆議院で採決された社会保障・税一体改革関連法案（消費税増税法案）に反対し、民主党に離党届を提出中の衆議院議員37人（加藤学を除く36人が同年7月9日付で除籍）および同党を離党した参議院議員12人、計49人により7月11日に結成された。
主要3つの政策として「いのち」と「暮らし」と「地域再生」をキーワードに、「消費税増税の廃止」、「原発ゼロ」、「地域が主役の社会」を挙げていた。また、党議拘束を否定している点が特徴だった。
第46回衆議院議員総選挙を目前とする11月27日に「脱原発」「反増税」「反TPP」「地方分権」勢力（第三極）の結集を目的として、嘉田由紀子滋賀県知事が結党した日本未来の党へ合流した。

## 名称
党名は、一般の人からも党名案の候補が出され350を超える候補が寄せられたが、代表に就任予定であった小沢一郎の判断で「国民の生活が第一」が提案され、決定された。この「国民の生活が第一」は、民主党が2007年（平成19年）の第21回参議院議員通常選挙および2009年（平成21年）の第45回衆議院議員総選挙で使用したスローガンと同一である。
2012年（平成24年）7月13日、英語名称を「People's Life First」、英語略称を「LF」に決定したと発表。また、7月17日、次期衆議院議員選挙の比例代表で用いる略称を「生活」とすることを中央選挙管理会に届け出た。

## 党史

### 結党まで
民主党は2011年9月2日の野田内閣発足後、党内対立を深めていた。2011年12月には、小沢に近い衆議院議員9名が民主党を離党して新党きづなを結成、小沢の別動隊・先鋒隊とみなされていた。

### 結党
結党に先がけ、2012年（平成24年）7月4日に院内会派として衆議院では「国民の生活が第一・無所属の歩」、参議院では「国民の生活が第一」を届け出たが、翌日の7月5日には衆議院についても「国民の生活が第一」に改めた。議会内での会派略称は「生活」。
11日18時より結党大会が憲政記念館で開催され政党名が公表された。結党時の所属議員は一年生議員が半数以上を占めており、衆議院は民主党・自由民主党に次ぐ第3党、参議院は民主・自民・公明党に次ぐ第4党であった。同年7月12日に新党きづなと衆議院で統一会派を結成。衆議院での会派名を「国民の生活が第一・きづな」とした。結成直後の7月中旬から8月中旬の世論調査での支持率は、読売新聞は1%、毎日新聞は2%、朝日新聞は1%であった。

#### 地方へのひろがり
公に地方首長や地方議員を抱えていないが、達増拓也岩手県知事は、「生活」の結党の趣旨に賛同すると記者会見で表明して、所属していた民主党を離党した。また、岩手県議会で民主党を離党した県議会議員10人も、「生活」の結党の趣旨に賛同して、新会派「希望・みらいフォーラム」を2012年7月26日に結成している。この会派の規模は民主、自民に次ぐ第3党である。また、千葉県議会の県議1人は、同党の結党に同調し、新会派「生活が第一」を2012年7月20日に結成している。2012年8月1日には栃木県議会で山岡賢次衆議院議員の直系で民主党会派を離脱した県議2人が新会派「県民第一の会」を結成した。

### 新党きづなが合流
8月、野田が「近いうち」の衆議院解散を明言した後、きづなとの合併に急速に動く。10月以降、きづな所属の渡辺義彦と三輪信昭が同党を離党して国民の生活が第一に入党。解散を翌日に控えた11月15日、きづなは解党し、生活に合流した。

### 日本未来の党へ合流のため解党

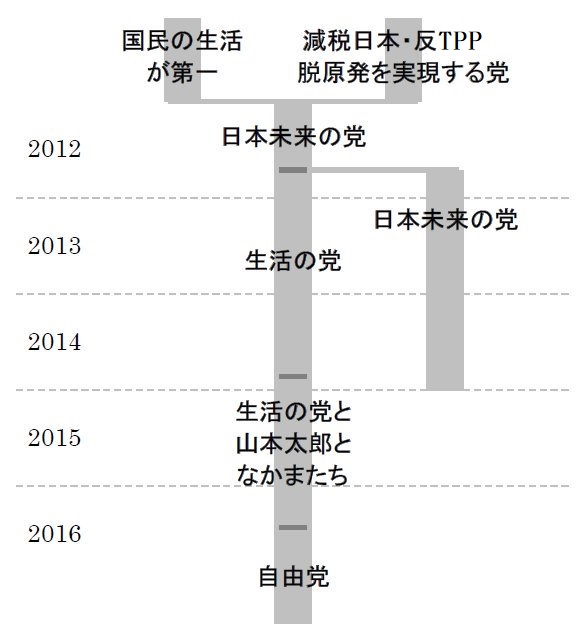
日本未来の党の系譜

解散後の11月27日、当時滋賀県知事を務めていた嘉田由紀子が「卒原発」「脱増税」の政策を掲げる日本未来の党を結成した。同日、小沢も脱原発勢力の結集を目指してこれに合流することを決意、国民の生活が第一は日本未来の党へ合流した。なお党そのものは総選挙後まで存続しており、12月10日には党代表が小沢一郎から主濱了へと交代した。
国民の生活が第一に残っていた石田三示が総選挙に立候補せず、前議員の資格を失ったため、第46回衆議院議員総選挙終了後の12月16日に政治資金規正法に基づく政党でなくなり、解党した。12月18日には政治資金団体の国民生活会議が「政治資金規正法に基づく政治資金団体になるべき団体としての指定の取消しの届出」を提出している。党に残っていた主浜ら参議院議員4人は日本未来の党に合流した。
その後、日本未来の党は小沢派と代表の嘉田との間で考え方の違いが生じ、嘉田側が同党を離党。代表も国民の生活が第一に所属していた森裕子に交代して「生活の党」へと党名変更した。その後、生活の党は「生活の党と山本太郎となかまたち」→自由党への改組を経て、2019年に国民民主党に合流した。(但し、小沢と同じく共同代表だった山本太郎は国民民主党には加わらず、れいわ新選組を結成した。)

## 役職

### 党幹部
2012年（平成24年）7月11日より。
| 代表             | 代表             | 小沢一郎   |
| 代表代行         | 代表代行         | 山岡賢次   |
| 副代表           | 副代表           | 広野允士   |
| 幹事長           | 幹事長           | 東祥三     |
| 幹事長代行       | （政策担当）     | 牧義夫     |
| 幹事長代行       | （国会担当）     | 樋高剛     |
| 幹事長代行       | （参議院担当）   | 森裕子     |
| 国会対策委員長   | 国会対策委員長   | 鈴木克昌   |
| 選挙対策委員長   | 選挙対策委員長   | 小沢一郎   |
| 財務委員長       | 財務委員長       | 佐藤公治   |
| 総務委員長       | 総務委員長       | 岡島一正   |
| 広報委員長       | 広報委員長       | 青木愛     |
| 組織・団体委員長 | 組織・団体委員長 | 小宮山泰子 |
| 衆議院議員会長   | 衆議院議員会長   | 熊谷貞俊   |
| 参議院議員会長   | 参議院議員会長   | 広野允士   |
| 参議院幹事長     | 参議院幹事長     | 森裕子     |
| 参議院国対委員長 | 参議院国対委員長 | 主濱了     |
| 参議院政審会長   | 参議院政審会長   | 中村哲治   |

なお2012年12月10日に党代表が小沢一郎から主濱了へ変更したことを総務省へ届け出ているが、あくまで形式的な措置のためここでは事実を記すに留める。

## 党勢

### 衆議院
| 選挙                                           | 当選/候補者 | 定数 | 備考                     |
| ---------------------------------------------- | ----------- | ---- | ------------------------ |
| 2012年（平成24年）7月11日（結党時）            | 37/-        | 480  | 民主党からの離党で結成。 |
| 2012年（平成24年）11月15日（新党きづな合流時） | 46/-        | 480  | 新党きづなと合流。       |

### 参議院
| 選挙                                | 当選/候補者 | 定数 | 備考                   |
| ----------------------------------- | ----------- | ---- | ---------------------- |
| 2012年（平成24年）7月11日（結党時） | 12/-        | 242  | 民主党からの離党で結成 |

### 地方政治
（いずれも当時）
- - 達増拓也岩手県知事は「生活」の結党について、支持を表明している。
  - 岩手県議会の会派「希望・みらいフォーラム」（10人、岩手県議会第3勢力）は「生活」の結党について、支持を表明している。
  - 千葉県議会の大川忠夫県議は「生活」の結党に同調して、新会派「生活が第一」を結成した。
  - 栃木県議会で山岡賢次衆議院議員の直系の県議2人が民主党会派を離脱して新会派「県民第一の会」を結成した。

## 訴訟

### 岩手県連所属議員らの政治資金移転問題
民主党を離党し同党に移籍した議員のうち、同党岩手県連所属の菊池長右ェ門・衆議院議員と佐々木順一・岩手県議の2人が、民主党岩手県連が管理していた資金を、民主党に無断で各々の資金管理団体に移していたことが発覚。民主党岩手県連は2012年（平成24年）10月11日に、この2名の議員を相手取る形で、約4,950万円の損害賠償の支払いを求め盛岡地方裁判所に提訴し、現在係争中である。